# Comediante (obra de arte)
Comediante es una pieza del artista italiano Maurizio Cattelan realizada en 2019. La obra, creada en tres ejemplares, consiste en una banana fresca pegada a la pared con un trozo de cinta adhesiva. Dos ediciones de la pieza se vendieron por $ 120.000 USD en Art Basel Miami Beach la tercera en $150.000 USD. El miércoles 20 de noviembre de 2024 se remató una edición en $5.200.000 USD más los gastos del remate en Sotheby's.

## Antecedentes y descripción
Cattelan es conocido por su arte irónico, una vez que creó América, un inodoro dorado completamente funcional. Anteriormente utilizó la suspensión de cinta adhesiva para A Perfect Day en 1999, fijando al comerciante de arte Massimo De Carlo a la pared de una galería.
Para Comediante, compró los plátanos en una tienda de comestibles de Miami por aproximadamente 30 centavos. Emmanuel Perrotin, el galerista que exhibe el trabajo, dijo que Comediante es "un símbolo del comercio mundial, un doble sentido, así como un dispositivo clásico para el humor". Cattelan declaró: "Se supone que el plátano es un plátano". Fue la primera obra de arte de Cattelan en una feria en más de 15 años.

## Recepción
La obra Comediante creó controversia en general, con algunos escritores, como Robin Pogrebin, cuestionando si era arte. The Guardian calificó a Comediante una "obra cuestionablemente genial". Recuerda la vieja broma de Lucile Bluth Arrested Development sobre personas ricas que no saben el precio de un plátano". ArtNet escribió que la pieza fue una de las peores de la semana, y que Cattelan "de alguna manera engañó a un grupo de coleccionistas para que compraran plátanos pegados a las paredes por 120 000 dólares cada uno. En serio." USA Today inexpresivo "Esta obra de arte es un plátano, literalmente". Newsweek  llamó "obra de arte minimalista humorística", mientras ARTnews preguntó si la pieza era cínica o emocionante. La pieza se comparó con la fruta pop art de Andy Warhol de 1967. CBS News informó "Puede ser la obra de arte más comentada en el evento de este año". El 13 de diciembre, el New York Post presentó al Comediante en su portada. El artista, profesor y crítico de arte Antonio García Villarán, ya en 2019 se refirió a Comediante calificándola como una obra de 'hamparte' y que por lo tanto, no tiene ningún valor.

### Compras
La pieza fue lanzada en una edición de tres; dos fueron compradas por $ 120,000 USD en Art Basel. El precio de venta atrajo la atención de los medios. Sarah Andelman, fundadora de Colette, compró una edición. Se vendió otra edición a Billy y Beatrice Cox, quienes declararon: "Somos muy conscientes del absurdo flagrante del hecho de que Comedian es una pieza de producto de bajo costo y perecedera y un par de pulgadas de cinta adhesiva". Cuando vimos el debate público provocado sobre el arte y nuestra sociedad, decidimos comprarlo. Sabíamos que estábamos arriesgándonos, pero finalmente sentimos que el plátano de Cattelan se convertirá en un objeto histórico icónico".

### Intervención
Después de su venta, mientras todavía estaba en exhibición en Art Basel, el artista de instalación David Datuna se comió la pieza, llamando a la intervención Artista Hambriento. El plátano fue reemplazado más tarde ese día.

### Interpretaciones
Tras la publicidad que recibió Comediante, varios comentaristas satirizaron o interpretaron el trabajo. El diseñador Sebastian ErraZuriz pegó un consolador a la pared con cinta adhesiva y lo puso a la venta por $ 12,000. El artista de criptomonedas CryptoGraffiti creó The Commodity, "que instruyó a los coleccionistas a encontrar y reclamar un plátano con una dirección clave de bitcoin grabada". La actriz Brooke Shields se pegó un plátano en la frente con cinta adhesiva y lo publicó en Instagram con el título "Una selfie cara". El diseñador Simon Porte Jacquemus "creó una oportunidad de comercialización al publicar una versión amarilla con cinta adhesiva de [su] bolso micro Le Chiquito". Popeyes Chicken se unió al San Paul Gallery Urban Art ubicado en Miami para crear The Sandwich, un sándwich de pollo pegado a una pared blanca con cinta adhesiva; figuraba en $ 120,003.99 y "se convirtió en una sensación viral por derecho propio". Varias otras marcas siguieron su ejemplo, incluidos los Mets de Nueva York, Burger King, Perrier, Carrefour, Sweetgreen, Absolut y Bobbi Brown.

## Extracción
En la mañana del domingo 8 de diciembre de 2019, Comediante fue retirado de la feria porque las multitudes que hacían cola para ver la pieza causaron suficiente conmoción, los curadores temían que otro arte se dañara. Después de la eliminación, la galería lanzó la siguiente declaración: "El Comediante, con su composición simple, finalmente ofreció un reflejo complejo de nosotros mismos. Queremos agradecer calurosamente a todos los que participaron en esta memorable aventura, así como a nuestros colegas. Nos disculpamos sinceramente con todos los visitantes de la feria que hoy no podrán participar en Comediante".
Después de la eliminación, Perrotin creó una cuenta de redes sociales dedicada a la pieza. Una de las paredes con la pieza fue destrozada con el meme " Epstein no se suicidó ".

## Véase  también
- Yo soy (Garau)